# Cricket Wireless
Cricket Wireless es un proveedor estadounidense de servicios inalámbricos prepagos, propiedad de AT&T. Proporciona servicios inalámbricos a diez millones de suscriptores en los Estados Unidos. Cricket Wireless fue fundada en marzo de 1999 por Leap Wireless International. AT&T adquirió Leap Wireless International en marzo de 2014 y luego fusionó las operaciones de Cricket Wireless con Aio Wireless. Cricket Wireless compite principalmente contra Metro de T-Mobile, Boost Mobile de Dish y Visible de Verizon en el segmento inalámbrico prepago.

## Historia

Antiguo logotipo de Cricket Wireless, antes de la adquisición por parte de AT&T

Cricket Wireless fue fundada en marzo de 1999 por Leap Wireless International. AT&T adquirió Leap Wireless International en marzo de 2014 y fusionó Cricket Wireless con Aio Wireless. Antes de la adquisición de AT&T, la empresa tenía 4,5 millones de suscriptores.
El primer mercado de Cricket fue Chattanooga, Tennessee, en 1999 y durante gran parte de su crecimiento inicial se hizo conocido como una red centrada en mercados pequeños y rurales.
En septiembre de 2007, MetroPCS, el operador competidor de Cricket Wireless en ese momento, anunció una oferta de 5,300 millones de dólares para fusionarse con Leap Wireless. Leap rechazó informalmente la oferta menos de dos semanas después. MetroPCS retiró oficialmente la oferta menos de dos meses después. En diciembre de 2007, Cricket adquirió el negocio de telecomunicaciones inalámbricas de Hargray Communications Group.
En septiembre de 2008, Cricket y MetroPCS firmaron un acuerdo de roaming de diez años que cubre los mercados actuales y futuros de ambas compañías.  Las empresas también celebraron un acuerdo de intercambio de espectro que cubre licencias en determinados mercados. En noviembre de 2008, lanzaron "Cobertura extendida premium", una asociación de itinerancia con 14 empresas de servicios inalámbricos. En agosto de 2010, Cricket y Sprint firmaron un acuerdo mayorista (MVNO) de cinco años que permitió a Cricket utilizar la red nacional 3G EVDO de Sprint en los Estados Unidos.
A finales de 2010 en CES 2011, Cricket presentó Muve Music, el servicio de transmisión de música propio del operador junto con el Samsung Suede SCH-r710 de $ 199, que fue el primer teléfono compatible con Muve Music e incluía una tarjeta SD de 4 GB para almacenar música. Muve Music se incluyó inicialmente en su propio plan de $55, pero luego se amplió a todos los planes como un complemento de $5 antes de incluirse en todos los planes sin cargo. Cricket consideró que el servicio de música fue un gran éxito y se le atribuye haber ayudado a generar al menos 100.000 nuevos suscriptores en el transcurso de unos pocos meses.  Muve Music originalmente requería una tarjeta SD con una capacidad de al menos 4 GB para descargar música; la capacidad de hacerlo sin una tarjeta SD se introdujo en la versión 4.0 de Muve Music, pero requería una capacidad de almacenamiento interno de al menos 4 GB. Muve Music 4.0 se presentó oficialmente en el Samsung Galaxy S III, Samsung Galaxy S4 y Samsung Galaxy Discover, mientras que el Samsung Galaxy Admire se enviaría con la versión 3.5 pero se podía actualizar a la versión 4.0. En su apogeo, el servicio era el servicio de transmisión de música más grande en lo que respecta a clientes de pago con una base de clientes de 2,3 millones de usuarios y se insinuaba que haría apariciones en mercados internacionales como Brasil.  El destino del servicio quedó en duda después de la adquisición de la empresa matriz de Cricket, Leap Wireless, por parte de AT&T y se rumoreaba que se fusionaría con el servicio Beats Music de AT&T o posiblemente se dejaría como está. AT&T expresó su falta de interés en mantener el servicio y lo descontinuó en mayo de 2014. AT&T hizo que Muve Music fuera inaccesible para cualquier teléfono nuevo comprado después de la fusión, pero permitió que los teléfonos heredados comprados antes de la fusión accedieran al servicio.  El servicio fue adquirido por Deezer por 100 millones de dólares y se cerró formalmente el 7 de febrero de 2015. Deezer ofreció a todos los clientes de Cricket un plan de 6 dólares con descuento que estuvo disponible el 31 de enero de 2015. Cricket ofrece una variedad de teléfonos, incluida la mayoría de los últimos modelos de iPhone y Android.
En julio de 2013, AT&T acordó comprar la empresa matriz de Cricket Wireless por 1,200 millones de dólares. La FCC aprobó la adquisición entre AT&T y Leap Wireless en marzo de 2014. Al hacerlo, AT&T fusionó su propia marca prepaga Aio Wireless con Cricket para formar el "Nuevo Cricket". Cricket Wireless comenzó un cierre gradual de su red CDMA en marzo de 2015 antes de un cierre total en septiembre de 2015 y trasladó a todos los usuarios a la red GSM de AT&T. Todos los usuarios debían comprar nuevos dispositivos para poder mantener la conectividad a la nueva red de Cricket. Cricket Wireless, junto con AT&T, cerró sus redes 2G el 31 de diciembre de 2016. Los clientes con teléfonos antiguos también debían actualizar sus dispositivos para utilizarlos en redes más nuevas.
Cricket Wireless implementó su red 5G en todo el país el 21 de agosto de 2020. Poco después, Cricket anunció el cierre de su red 3G a partir de febrero de 2022.

## Red de cobertura

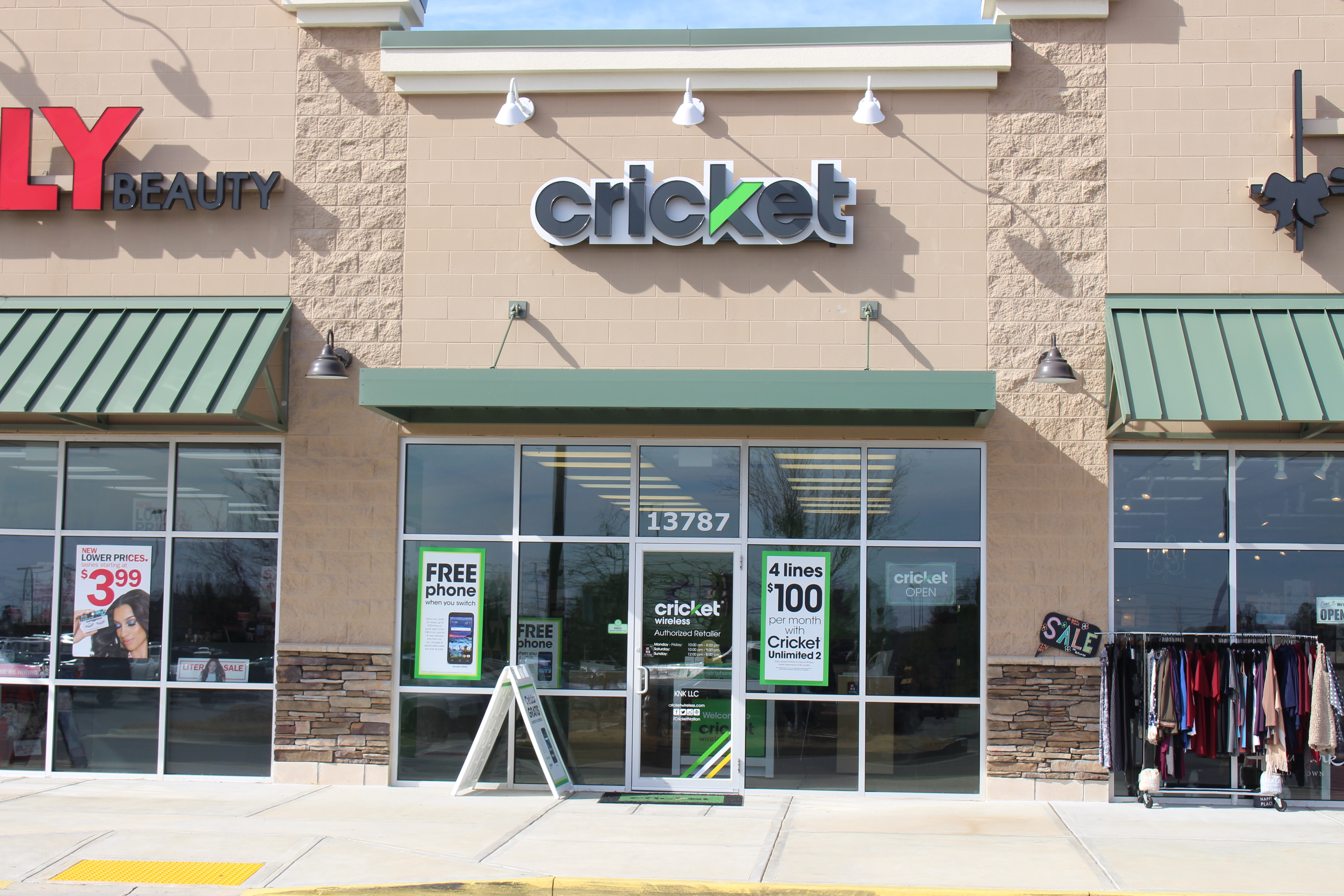
Una tienda minorista de Cricket en Thomasville, Georgia (Estados Unidos)

Antes de su adquisición por parte de AT&T, la red CDMA de Cricket utilizaba su red local y acuerdos de roaming con Sprint, entre otros operadores CDMA.  Sin embargo, la red CDMA de Cricket se cerró y el espectro se reformuló para su uso en las redes HSPA+ y LTE de AT&T.  Tras la adquisición por parte de AT&T, Cricket Wireless lanzó dispositivos que utilizan las redes 3G, 4G y 4G LTE de AT&T.
Cricket Wireless señaló en su antiguo sitio web que el servicio CDMA finalizaría en septiembre de 2015. La mayoría de los dispositivos antes de la fusión no serían compatibles con la red GSM, excepto el iPhone 4s, iPhone 5, iPhone 5c y iPhone 5s.  Los dispositivos iPhone compatibles sólo requerirán una nueva tarjeta SIM.